# Ouragan Kyle (2002)
Pour les articles homonymes, voir Cyclone tropical Kyle.
L’ouragan Kyle est le quatrième ouragan tropical ou subtropical ayant duré le plus longtemps en Atlantique.